# الذراع (الطفة)

تعديل مصدري - تعديل

الذراع هي إحدى قرى عزلة ال هياش بمديرية الطفة التابعة لمحافظة البيضاء، بلغ تعداد سكانها 240 نسمة حسب تعداد اليمن لعام 2004.